# Koninklijke Nederlandse Redding Maatschappij
Die Koninklijke Nederlandse Redding Maatschappij (KNRM) ist die Seenotrettungsorganisation der Niederlande. Im Auftrag der niederländischen Küstenwache ist sie zuständig für den Such- und Rettungsdienst (SAR) an der niederländischen Nordsee-Küste einschließlich des Wattenmeers zwischen den Inseln. Daneben bewacht sie die großen Binnengewässern IJsselmeer, Markermeer und die Randmeere von Flevoland sowie das gesamte Rhein-Maas-Delta in Zuid-Holland und Zeeland.

## Aufgaben und Organisation

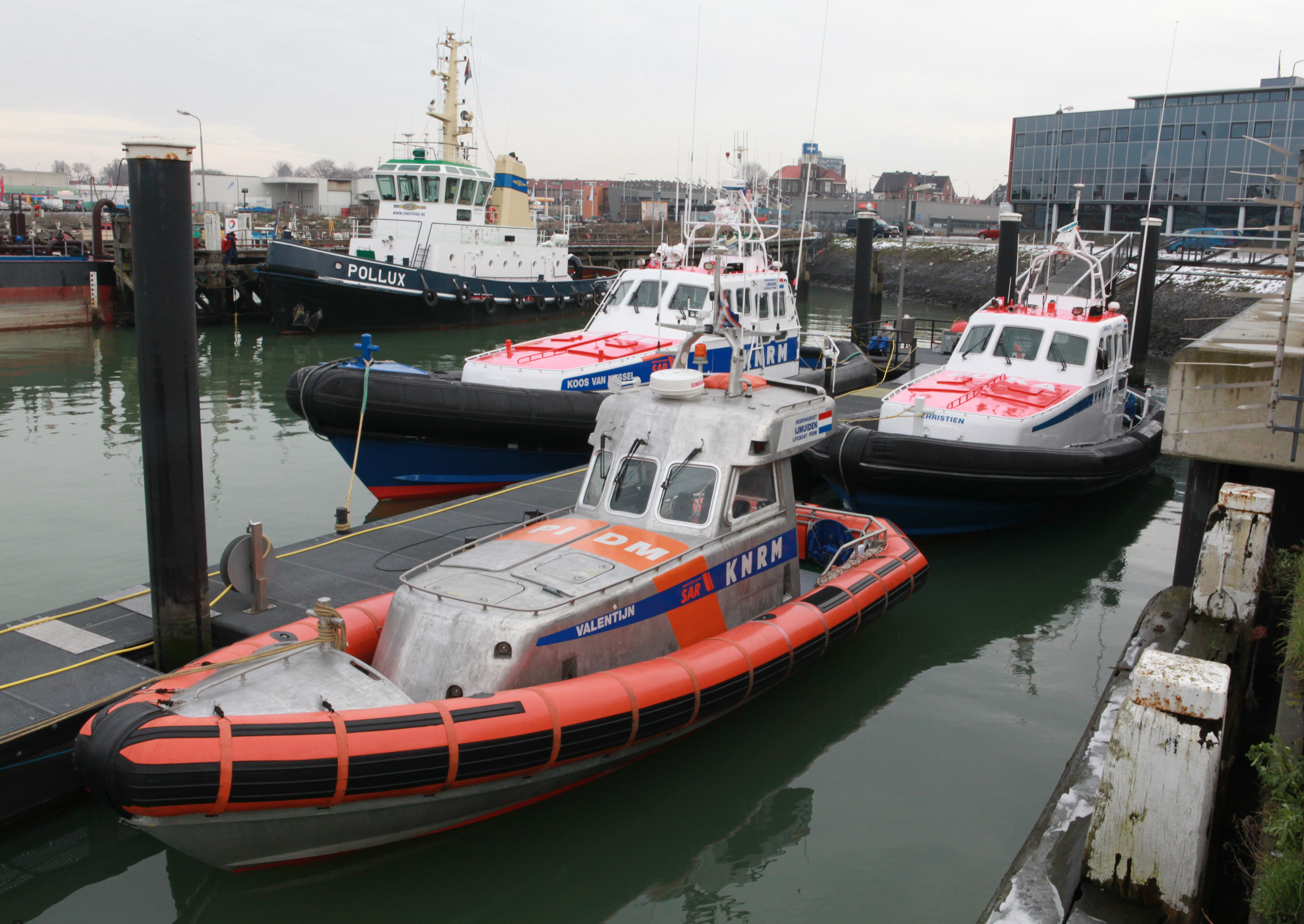
Rettungsboote der KNRM

Die KNRM ist eine Stiftung mit Sitz in IJmuiden. Für die SAR-Dienste werden 47 Stationen (Stand 2021) unterhalten, die vom Kustwachtcentrum (JRCC) in Den Helder alarmiert und koordiniert werden. Die Rettungsstationen sind 24 Stunden am Tag verfügbar und fast ausschließlich mit Freiwilligen besetzt. Ca. 1.300 Mitarbeiter sorgen dafür, dass jährlich über 3.000 Menschen aus Gefahr auf See gerettet werden. Für ihre über 1.000 Freiwilligen beschafft die KNRM ab 2021 persönliche Notsignalsender für das Automatic Identification System (AIS), die an den Rettungswesten der Überlebensanzüge befestigt werden.
Für den Rettungsdienst stehen der KNRM 78 Rettungsboote (Stand 2021) zur Verfügung, die in der Regel nach Alarmierung in 15 Minuten zum Einsatz bereit sind. Bis zu 10 Seemeilen (18,5 km) vor der Küste bemüht sich die KNRM innerhalb einer Stunde nach dem Alarm mit einer Rettungskapazität von 300 Personen vor Ort zu sein. Bei 30 Seemeilen (55 km) vor der Küste wird angestrebt innerhalb von zwei Stunden mit einer Kapazität von 600 Personen dort zu sein. Auf den weitläufigen Binnenwasserstraßen können Rettungsboote der KNRM innerhalb von 30 Minuten nach dem Alarm nahezu jede Einsatzstelle erreichen.
Im Gegensatz zur deutschen DGzRS sieht die KNRM ihre Kernaufgabe darin, Menschen zu retten unter dem Motto „Menschen retten und helfen. Schnell, professionell und kostenlos“. Die technische Hilfeleistung erfolgt nur begrenzt, z. B. gibt es keine so umfangreichen Einrichtungen zur Brandbekämpfung wie auf den deutschen Schiffen.
Seit 2010 hat die KNRM als weitere Aufgabe die Rettungswacht (Lifeguard) in den Sommermonaten auf den vier Westfriesischen Inseln Vlieland, Terschelling, Ameland und Schiermonnikoog übernommen. Auf einem mit rot-gelben Flaggen abgesteckten Strandbereich beaufsichtigen ca. 100 KNRM-Rettungsschwimmer die Freizeitaktivitäten am Strand. Als Partner der Rettungsbrigade (Reddingsbrigade Nederland) unterstützt die KNRM deren Tätigkeiten an der Nordseeküste sowie in den Gewässern von Zeeland und dem IJsselmeer.
Mit dem Radio Medizinischen Dienst (RMD) bietet die KNRM Unterstützung bei schweren Unfällen oder Erkrankungen an Bord eines Seeschiffes oder einer Yacht auf der ganzen Welt. Ein Kapitän kann dazu beim RMD kostenlos einen Arzt um Rat fragen. Die Ärzte sind rund um die Uhr für Notfälle erreichbar und in der Lage, auch über große Entfernungen zu diagnostizieren. Mehr als 750 Mal wird jedes Jahr ein Rat durch den RMD gegeben.
Die KNRM bietet mit speziellen Küstenrettungsfahrzeugen auch eine Unterstützung an Land. Die Rettungsstationen an der Nordseeküste übernehmen mit diesen KHV-Lastwagen (KHV Kusthulpverlening) den Transport der leichten Strandrettungsboote und unterstützen die Suche an Land im Rahmen der SAR-Aufgaben. Auch bei Einsätzen von Polizei und Feuerwehr sind die KHV-LKW Bestandteil der Rettungskette. Normalerweise übernimmt die KNRM damit den Transport von Unfallopfern im Strand- und Dünenbereich, da die Fahrzeuge auch in schwer zugänglichem Gelände agieren können.
Bei einem Seenotfall wird seit dem 17. August 2020 in den Niederlanden zwischen Retten und Bergen unterschieden. Daher erfolgt die Alarmierung der KNRM nur noch, wenn Gefahr für Leib und Leben von Besatzungsmitgliedern oder Dritten besteht. Bei ungefährlichen Situationen auf See wird durch die niederländische Küstenwache nur ein Hilfeersuchen an alle Rettungsdienste verbreitet. Für eine kostenpflichtige Hilfeleistung kann auch die KNRM-Notrufzentrale angerufen werden.
näheres: SAR-Einsätze Niederlande
Hintergrund ist die zunehmende Anzahl von Hilfeleistungen, die durch bessere Vorbereitung, mehr Wissen und Erfahrung vermieden werden könnten. Bei solchen vergleichsweise lapidaren Einsätzen müssten die KNRM-Helfer nicht ihre Arbeitsplätze oder Familien verlassen. Um das Personal davon zu entlasten, wurde diese Entscheidung getroffen.

## Finanzierung
Die KNRM erhält keine staatlichen Zuwendungen und ist allein verantwortlich für alle Ausgaben. Die Finanzierung erfolgt, wie auch bei der DGzRS, ausschließlich durch Spenden oder Schenkungen von Privatleuten, Unternehmen, Stiftungen und Fonds. 2019 hatten mehr als 100.000 Spender die KNRM finanziell unterstützt. Die Zahl der Spender stieg 2019 um mehr als 3.000 an.

## Geschichte

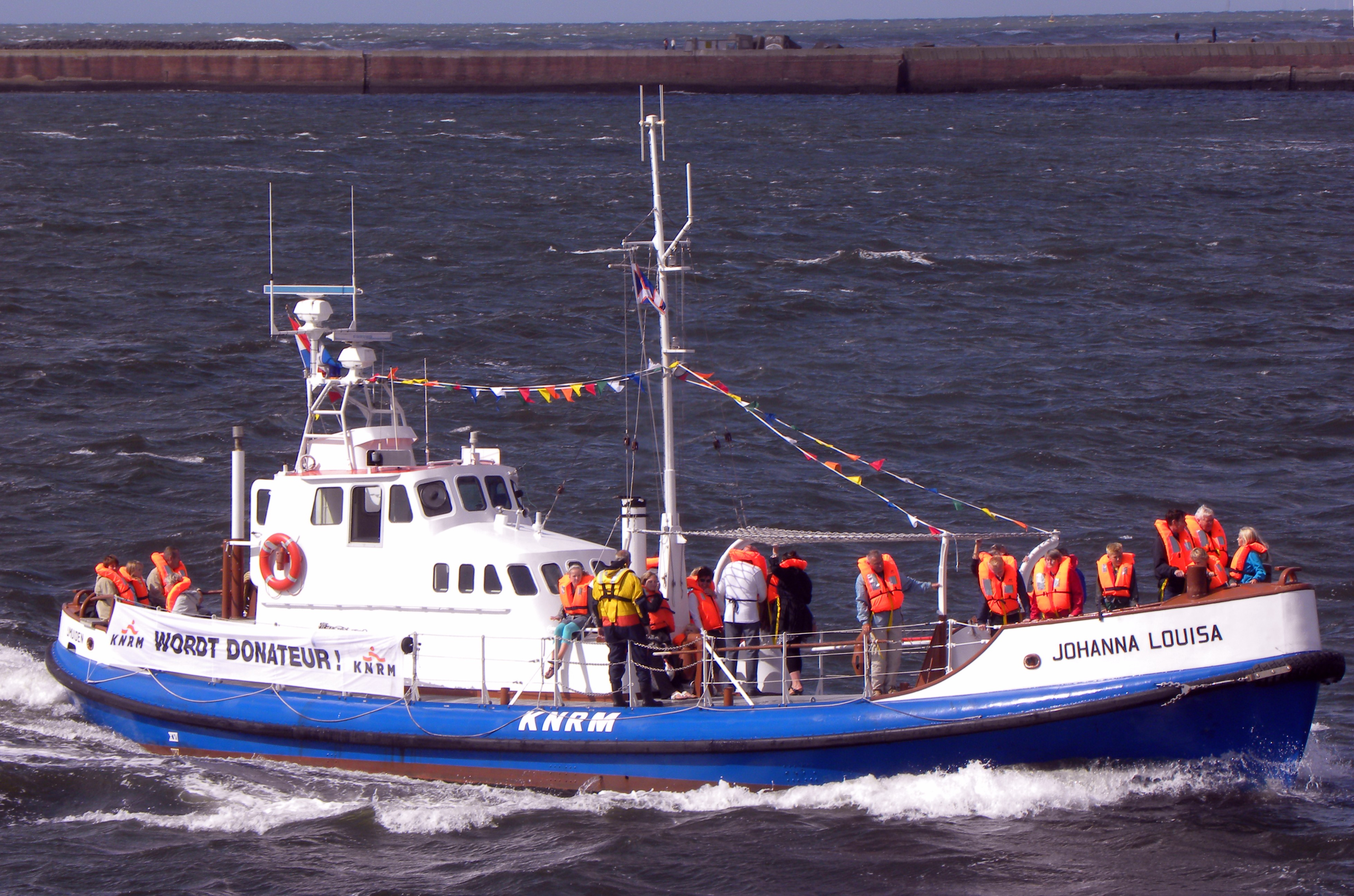
Älteres Rettungsboot der KNRM

Im Oktober 1824 geschah ein Schiffsunglück vor der Küste von Huisduinen. Bei der dramatischen Rettungsaktion kamen drei Schiffbrüchige und sechs Retter ums Leben. Dies wurde zum Anlass genommen, um ein organisiertes Rettungssystem mit Rettungsstationen entlang der holländischen Küste aufzubauen. So wurde am 11. November 1824 in Amsterdam die Noord- en Zuid-Hollandsche Redding-Maatschappij (NZHRM) gegründet – auch Noord genannt. Sie war für die nördlichen Küstenabschnitte mit dem Wattenmeer der Westfriesischen Inseln und der Zuiderzee zuständig. Neun Tage später am 20. November 1824 erfolgte in Rotterdam die Gründung der Zuid-Hollandsche Maatschappij tot Redding van Schipbreukelingen (ZHMRS), auch Zuid genannt. Ihre Zuständigkeit begann in Ter Heijde südlich von Scheveningen und beinhaltete das große Mündungsdelta von Rhein, Maas und Schelde mit den vielen Inseln und Halbinseln. Im Süden reichte das Gebiet bis nach Westflandern, das aber 1830 an das Königreich Belgien ging. Gleichzeitig erging ein Aufruf an die niederländische Bevölkerung, Geld für die organisierte Rettung zu spenden. Seitdem haben viele Freiwillige dafür gesorgt, dass längs der niederländischen Küste Rettungsstationen aufgebaut wurden, um in Not geratene Menschen auf See zu retten.
1949 erhielten beide Gesellschaften das königliche Privileg und 1991 erfolgte die Fusion der beiden Organisationen Noord und Zuid zur heutigen Koninklijke Nederlandse Redding Maatschappij. Lag ursprünglich der Schwerpunkt der Arbeit auf Rettungsaktionen für die kommerzielle Schifffahrt, so ist im Laufe der Zeit die Hilfeleistung für in Not geratene Wassersportler stark angewachsen.
Die Geschichte der Seenotrettung in den Niederlanden ist im Nationalen Rettungsmuseum „Dorus Rijkers“ dargestellt. Es befindet sich auf der historischen Reichswerft der Königlichen Marine in Den Helder. Ältere Rettungsboote können hier besichtigt werden.
Die KNRM hat seit ihrer Gründung 69 Seenotretter im Einsatz auf See verloren. Zum Gedenken wurde 1934 von Königin Wilhelmina das Nationale Monument für das Rettungswesen mit Glockenspiel in Den Helder am Platz Helden der Zeeplein eingeweiht.

## Bootsklassen in der Flotte

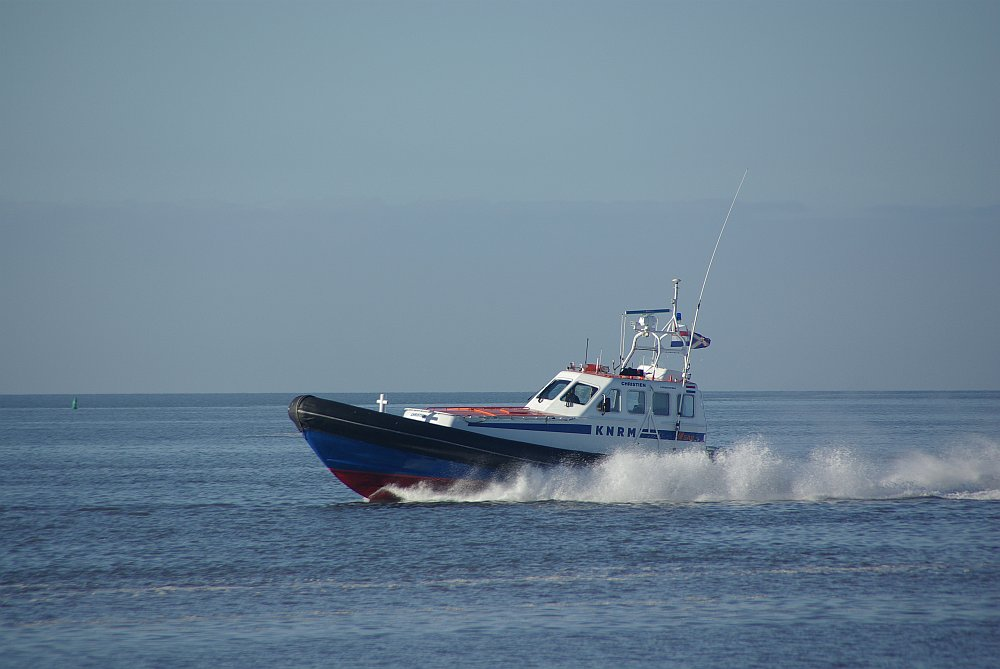
Boot der Johannes-Frederik-Klasse

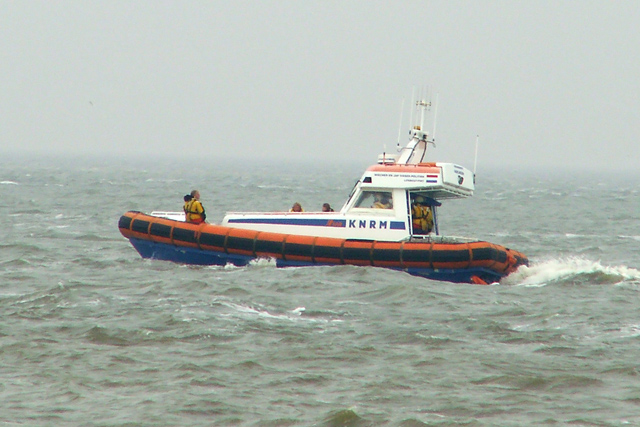
Boot der Valentijn-Klasse

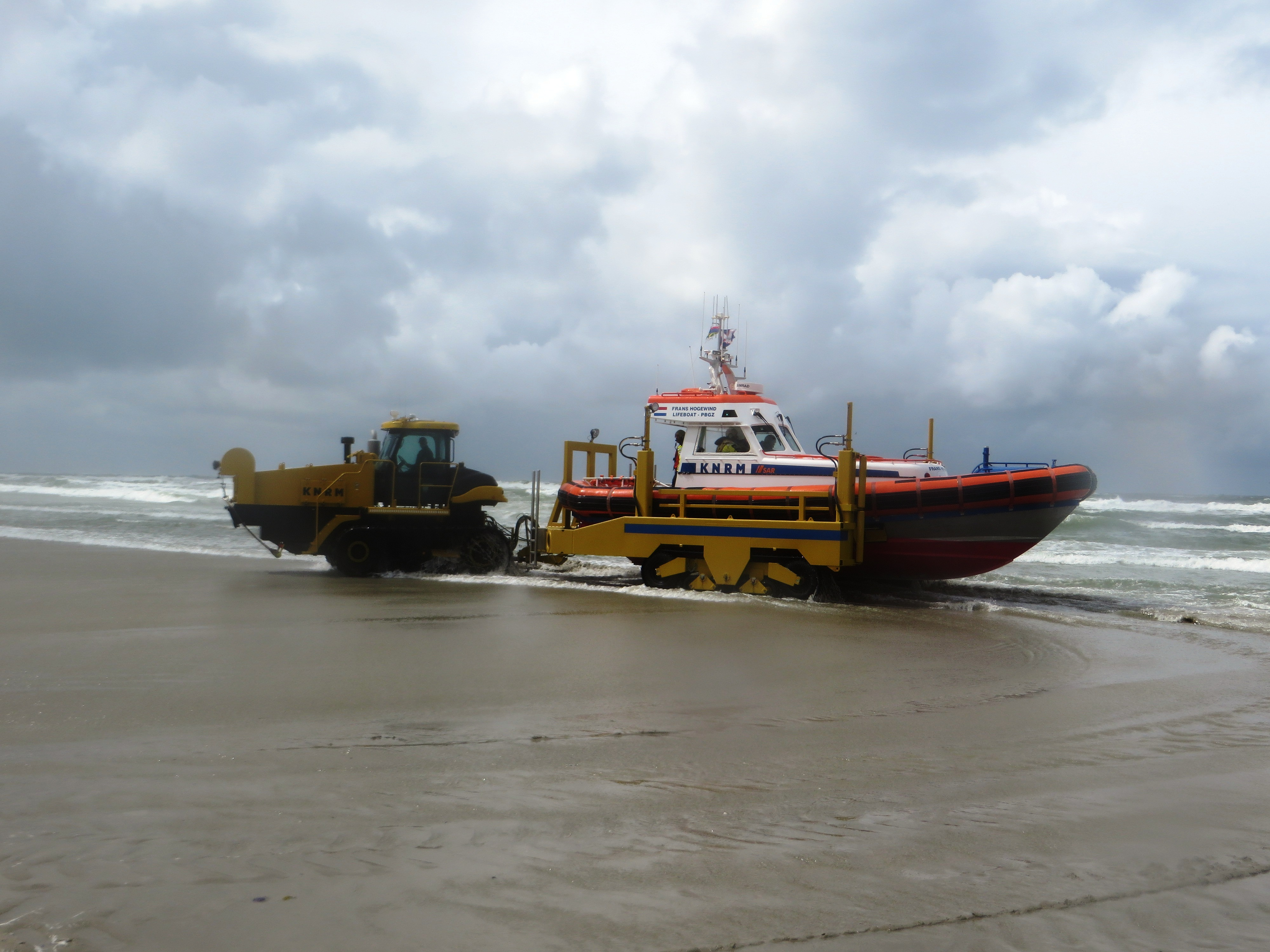
Valentijn-Boot auf Traggestell

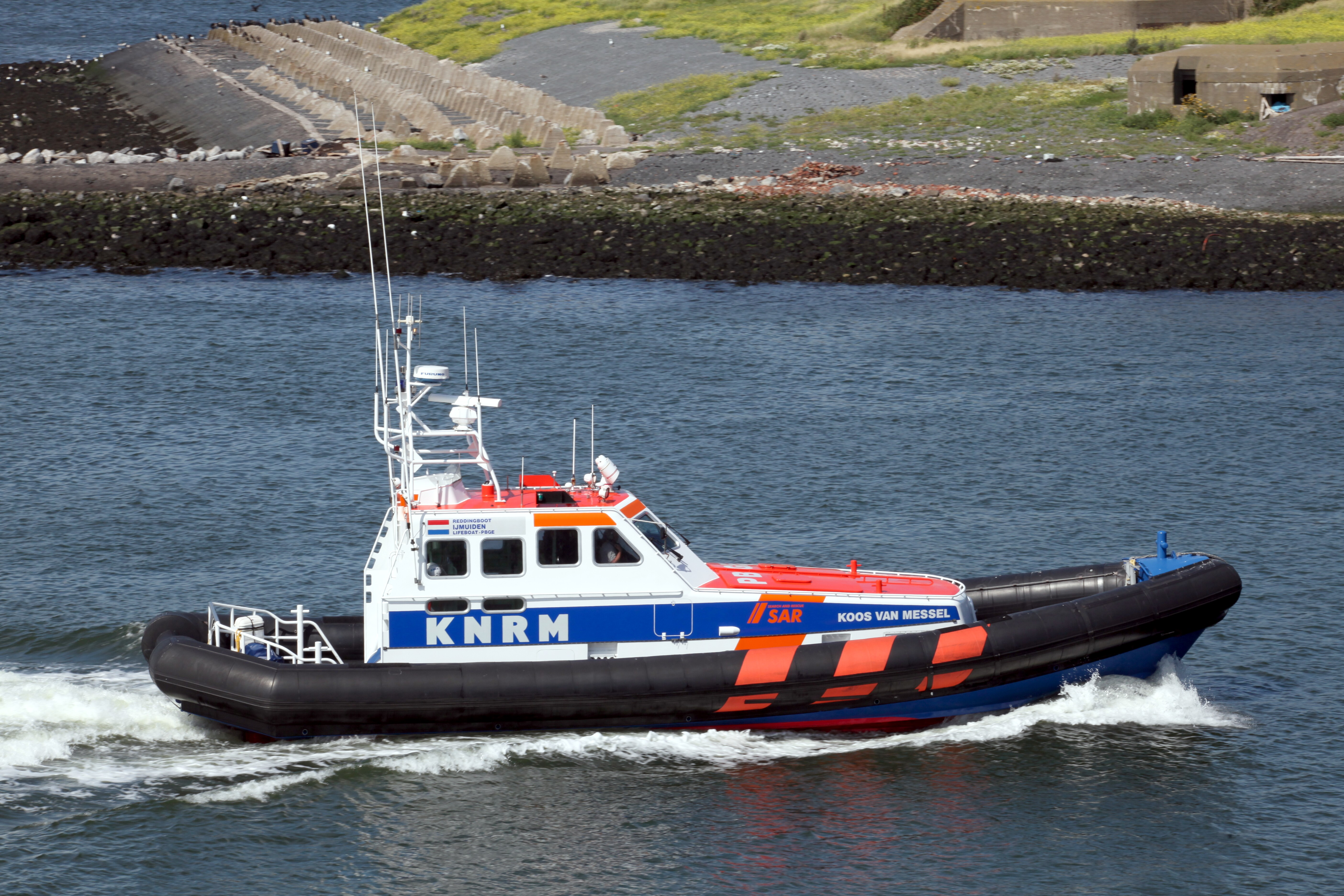
Boot der Arie-Visser-Klasse

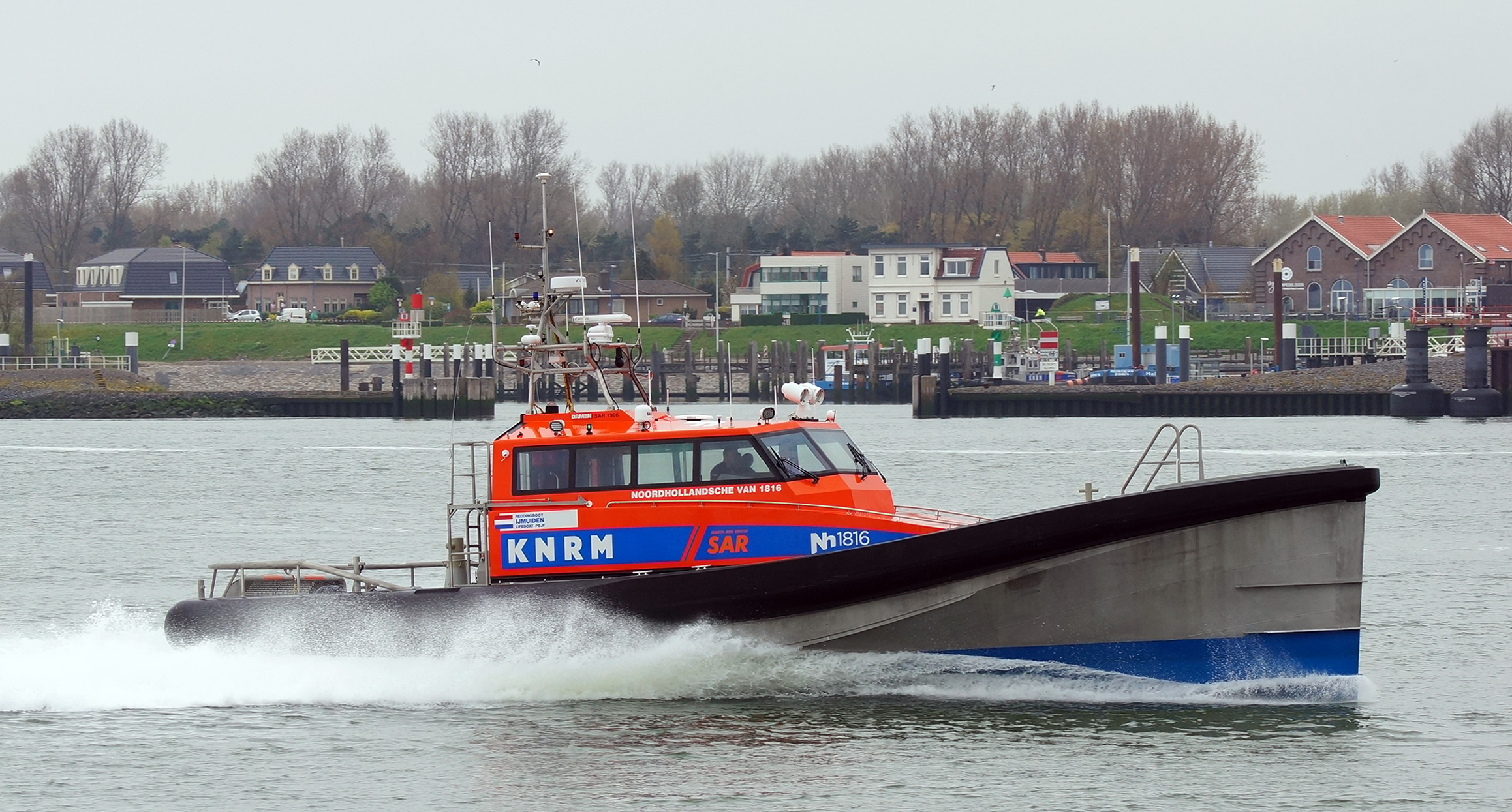
Boot der NH-1816-Klasse

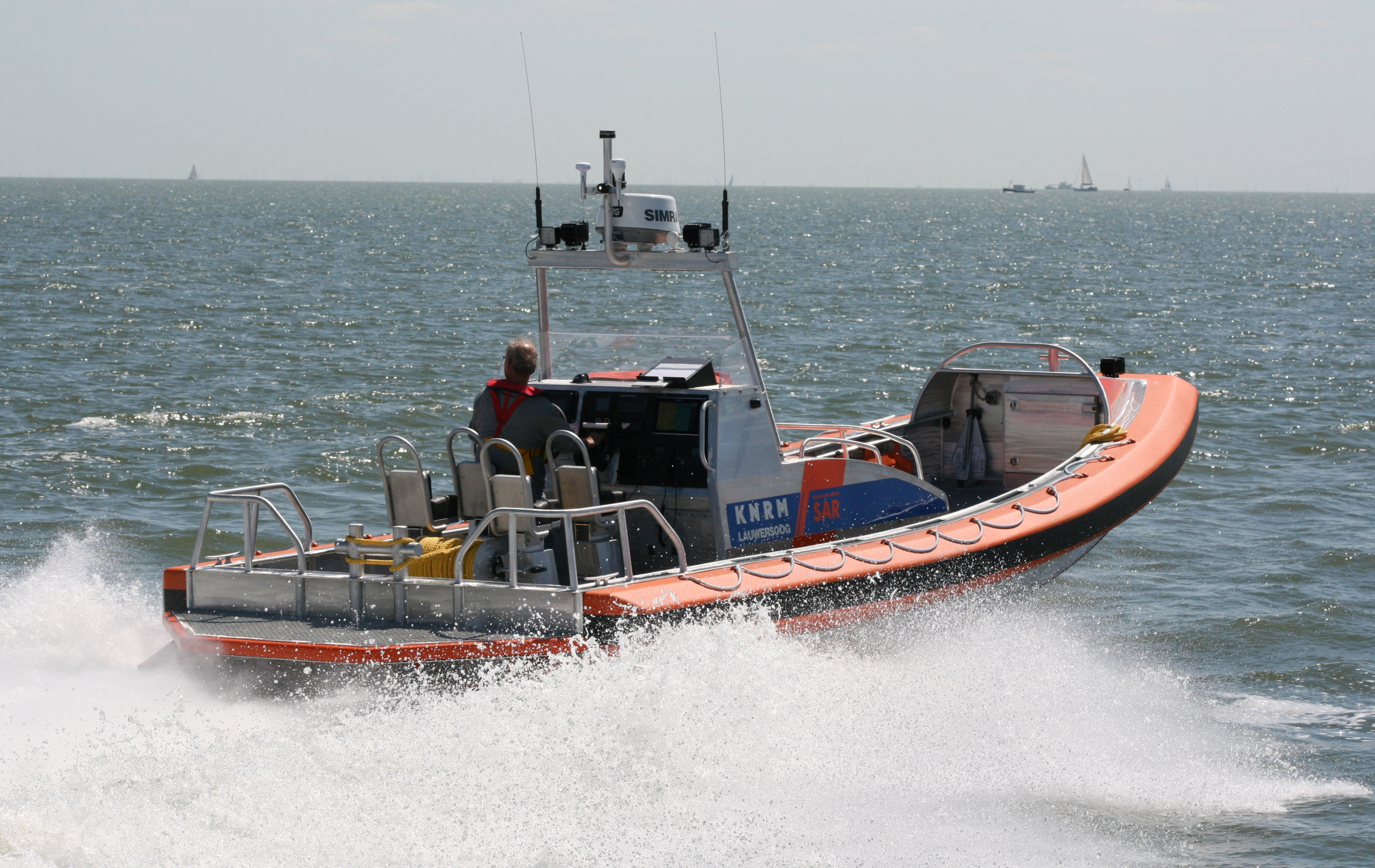
Boot der Nikolaas-Klasse

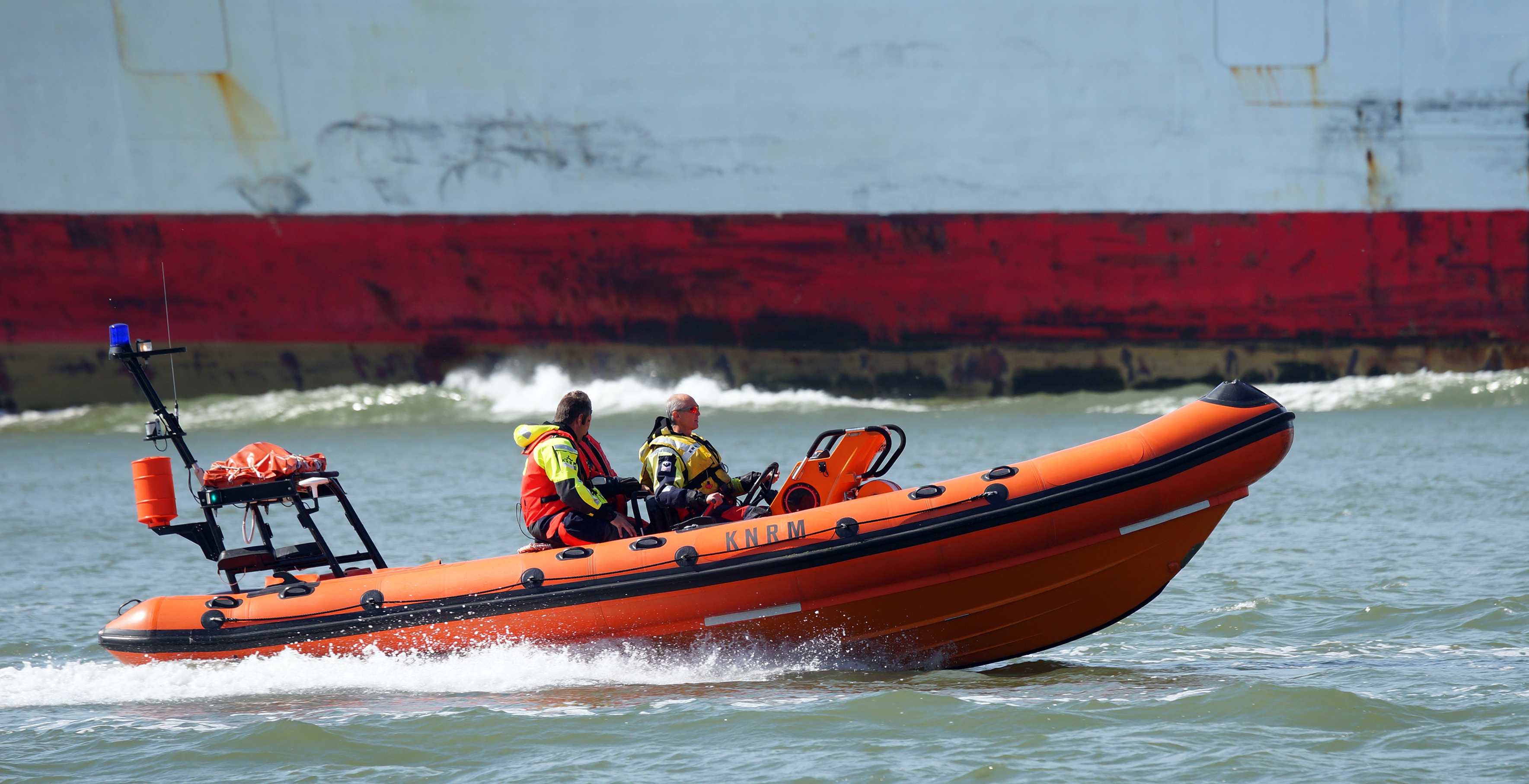
Boot der Atlantic-75-Klasse

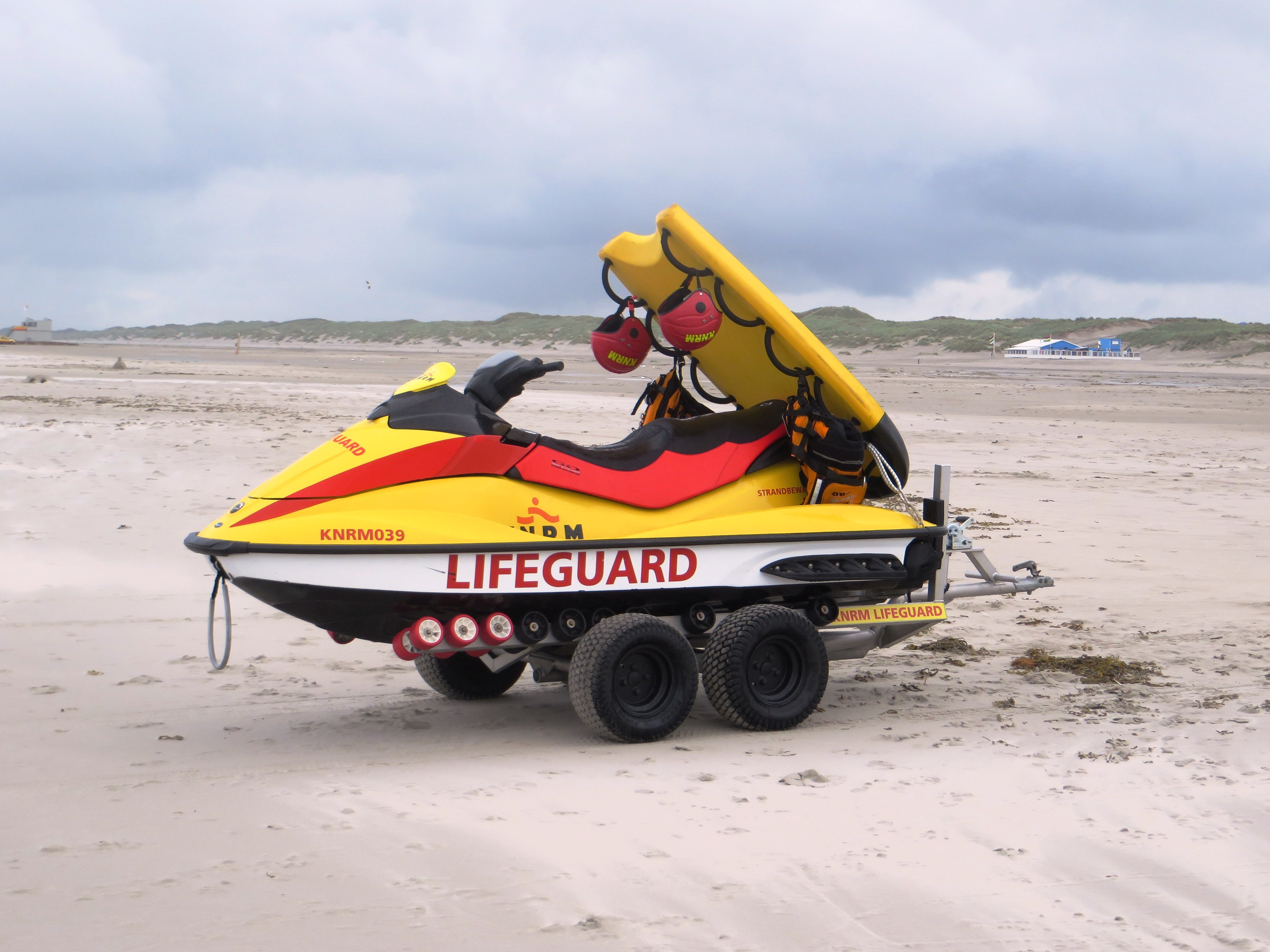
Boot der Lifeguard

Die Rettungsboote der KNRM haben im Laufe der Zeit eine starke technische Entwicklung erfahren. Die anfangs gebauten Ruderrettungsboote erhielten Luftkästen, um diese möglichst 'unsinkbar' zu machen. Jedoch dauerte es oft lange, bis ein Ruderrettungsboot ein Schiff in Seenot erreichen konnte. Mit dem Einbau von Motoren Anfang des 20. Jahrhunderts konnte die Anmarschzeit erheblich verkürzt werden. Eine weitere, große Neuerung bildete das selbstaufrichtende Rettungsboot: Ein System von Ventilen sorgte dafür, dass asymmetrische Tanks im Schiff nach einer Kenterung das Schiff wieder aufrichteten. Dieses Prinzip wird seit den 1930er Jahren immer angewendet. Ab den 80er Jahren des vorigen Jahrhunderts lösten Aluminiumrümpfe die alten und schweren Stahlrümpfe ab, wodurch eine weitere Steigerung der Fahrtgeschwindigkeit erzielt werden konnte.
Für den SAR-Dienst stehen heute 78 Rettungseinheiten unterschiedlicher Größe zur Verfügung. Davon sind 34 größere Seenotrettungsboote mit mehr als 10 Meter Länge. Alle Rettungsboote sind vom Aufbau her Festrumpfschlauchboote (RIB) und nutzen für den Antrieb Waterjets. Gegenüber Schraubenantrieb besitzen die Waterjets den Vorteil, dass sie keine beweglichen Teile im Wasser aufweisen. Bei Grundberührungen können keine Beschädigungen des Antriebs erfolgen und für Menschen im Wasser stellen sie keine Gefahr dar. Der Nachteil des relativ geringen Wirkungsgrads eines Waterjet-Antriebs muss durch höhere Motorleistung ausgeglichen werden. Die Boote erreichen Geschwindigkeiten bis zu 35 Knoten.

### Geschlossene Allwetterboote
Zum Ersatz der alten und langsamen Rettungsboote wurde in den 1970er Jahren noch von der KNZHRM ein neuer Typ konzipiert. Mit ganz neuem Design sollte eine hohe Seetüchtigkeit, gute Manövrierfähigkeit, geringer Tiefgang und hohe Geschwindigkeit erreicht werden. Das erste Boot der Johannes-Frederik-Klasse konnte im Jahr 1988 als Allwetter-Rettungsboot in Dienst gestellt werden.
Die Johannes-Frederik-Klasse wurde ursprünglich entworfen, um auch vom Strand aus in See gesetzt werden zu können. Aber dafür erwies sich das Schiff als zu lang und zu schwer, sodass für diesen Zweck ein kleineres Boot konstruiert werden musste, das aber über die gleichen Fahreigenschaften verfügen sollte. Das erste Boot der Valentijn-Klasse konnte 1990 in Noordwijk aan Zee stationiert werden. An der Nordseeküste lagern die Boote in einem speziellen Tragegestell auf Raupenketten und müssen zum Einsatz mit einem Raupenschlepper ins Wasser verbracht werden. Als Nachfolgeklasse wurde 2020 von der KNRM die Van-Wijk-Klasse vorgestellt, von der acht Boote bis 2025 gebaut werden sollen.
Die Boote der Johannes-Frederik-Klasse hatten nur eine begrenzte Reichweite, da nur 4,5 Stunden Einsatzzeit zur Verfügung stand. Die Weiterentwicklung führte zur Arie-Visser-Klasse, die als Besonderheit von einem professionellen Skipper geführt werden. Die Reichweite dieser Allwetterboote wurde dem überwachten Seegebiet der Niederlande angepasst, das ca. 250 km (140 sm) in die Nordsee reicht, sodass die Boote bei voller Leistung 16 Stunden oder ca. 500 Seemeilen gefahren werden können.
In enger Zusammenarbeit mit der Damen-Schiffswerft und der Hochschule in Delft entwickelte die KNRM den Prototyp einer ganz neuen Klasse, die als Nachfolger der Arie-Visser-Klasse vorgesehen ist. Der Bootsname Nh 1816 würdigt den Hauptsponsor für die Entwicklung, die niederländische Versicherungsgesellschaft Nh1816 Verzekeringen. Seit 2014 liegt das neue Boot in IJmuiden.

### Offene Rettungsboote
Für die Rettungsstationen an Binnengewässern hat die KNRM kleinere RIB-Boote in offener Bauweise beschafft, die in Norwegen entwickelt wurden. Mit vier Mann Besatzung können bis zu 20 Personen aufgenommen werden.
In der gleichen Größe wie der Nikolaas-Klasse existiert ein Boot bei der Station Den Oever vom Typ Harder 2000, das in den Niederlanden gebaut wurde. Die Johanna Margareta war der Prototyp einer geplanten neuen Klasse der KNRM, der ab dem Jahr 2000 entwickelt wurde und als Nachfolger der vorhandenen Schlauchboote des Typs Atlantic-21 aus den 1970er Jahren vorgesehen war. Jedoch war die Neuentwicklung zu schwer für den Zweck, sodass eine weitere Beauftragung nicht erfolgte.
Anstelle der Harder wurden die Nachfolgetypen Atlantic-75 beschafft und mit 18 Exemplaren in die Flotte integriert. Sie ergänzen Stationen mit größeren Booten und stehen bei den „kleineren“ Strand-Rettungsstationen an der Nordsee im Einsatz. Wie die Vorgänger werden diese 7,50 Meter langen RIB-Boote von der britischen Seenotrettungsgesellschaft RNLI (Royal National Lifeboat Institution) beschafft.
Anfang 2022 hat die KNRM bekannt gegeben, dass sie eine neue Bootsklasse gleicher Länge beauftragt hat. Ein erstes von 12 Booten soll Ende 2022 für den Testbetrieb geliefert werden.

### Weitere Boote
Eine weitere Klasse stellt die Float-Klasse dar. Die leichten Floatjes, wie sie liebevoll genannt werden, haben eine Länge von 5,10 Meter und werden zumeist für Übungszwecke verwendet.
Für die Aufgaben der Lifeguards auf den Westfriesischen Inseln stehen der KNRM 130 PS starke Jetskis zur Verfügung. Diese sind auf einem Spezialanhänger verladen und können schnell mit einem Geländewagen an den Strand und ins Wasser gebracht werden. Zur Aufnahme und Rettung von schwimmenden Personen führen die kleinen Boote eine Kunststoffmatratze mit sich, auf der sich Ertrinkende gut festhalten können.

## Tabelle der Bootsklassen der KNRM
| geschlossene Rettungsboote | geschlossene Rettungsboote | geschlossene Rettungsboote | geschlossene Rettungsboote | geschlossene Rettungsboote | geschlossene Rettungsboote | geschlossene Rettungsboote | geschlossene Rettungsboote | geschlossene Rettungsboote |
| Klasse                     | Länge                      | maximale Geschwindigkeit   | Besatzung                  | Anzahl Gerettete           | in Dienst seit             | Anzahl gebaut              | davon dienstbereit         | Reserve                    |
| -------------------------- | -------------------------- | -------------------------- | -------------------------- | -------------------------- | -------------------------- | -------------------------- | -------------------------- | -------------------------- |
| Johannes-Frederik-Klasse   | 14,4 m                     | 34 Knoten                  | 4                          | 75                         | 1988                       | 8                          | 4                          | 2                          |
| Valentijn-Klasse           | 10,6 m                     | 34 Knoten                  | 4                          | 50                         | 1990                       | 18                         | 16                         | 1                          |
| Arie-Visser-Klasse         | 18,8 m                     | 34 Knoten                  | 6                          | 120                        | 1999                       | 10                         | 10                         | 0                          |
| NH-1816-Klasse             | 19,3 m                     | 31 Knoten                  | 6                          | 120                        | 2014                       | 1                          | 1                          | 0                          |
| offene Rettungsboote       |                            |                            |                            |                            |                            |                            |                            |                            |
| Nikolaas-Klasse            | 9,3 m                      | 34 Knoten                  | 4                          | 20                         | 2009                       | 16                         | 14                         | 2                          |
| Harder-Klasse              | 9,0 m                      | 34 Knoten                  | 3                          | 20                         | 2003                       | 1                          | 1                          | 0                          |
| Atlantic-Klasse            | 7,5 m                      | 32 Knoten                  | 3                          | 15                         | 2003                       | 18                         | 16                         | 2                          |
| Float-Klasse               | 5,1 m                      | 27 Knoten                  | 3                          | 5                          | 1991                       | 10                         | 10                         | 0                          |
| Stand: @ 2018              |                            |                            |                            |                            |                            |                            |                            |                            |

Die Zentrale der KNRM befindet sich in IJmuiden. Dort liegen neben den einsatzbereiten Schiffen NH 1816 und KOOS VAN MESSEL die Schiffe der Reserveflotte und Schiffe der historischen Einheiten.
In den 2020er Jahren erreichen die ältesten Boote der KNRM-Flotte eine Einsatzzeit von 30 Jahren. Daher hat die Gesellschaft einen Plan zur Erneuerung der Flotte bis 2035 aufgestellt. Die Untersuchungen zu den Standorten ergab diesbezüglich keine wesentlichen Änderungen. Das Projekt wird derzeit mit mehr als 5,5 Millionen Euro pro Jahr über die nächsten 15 Jahre beziffert und damit rund 83 Millionen Euro kosten. Das Programm startet mit der Nachfolge-Beschaffung der Valentijn-Klasse. Ab 2021 sollen acht Boote der neuen Van-Wijk-Klasse gebaut werden. Anschließend folgt der Ersatz für die Atlantic-Klasse und die Arie-Visser-Klasse.

## Stationen und Rettungseinheiten der KNRM
Alle Seenotrettungsstationen sind jederzeit und innerhalb von 15 Minuten einsatzbereit. Nur die Boote der Arie-Visser-Klasse haben einen professionellen Skipper.
| Arie-Visser-Klasse Johannes-Frederik-Klasse Valentijn-Klasse Nikolaas-Klasse Atlantic-Klasse |                   |              |                        |                 |                |
| Noord-Holland                                                                                | Zuid-Holland      | Zeeland      | Friesland u. Groningen | IJsselmeer West | IJsselmeer Ost |
| De Cocksdorp/Texel                                                                           | Noordwijk aan Zee | Neeltje Jans | Vlieland               | Den Oever       | Hindeloopen    |
| Oudeschild/Texel                                                                             | Katwijk aan Zee   | Veere        | Terschelling-West      | Medemblik       | Lemmer         |
| Den Helder                                                                                   | Scheveningen      | Westkapelle  | Terschelling-Paal 8    | Andijk          | Urk            |
| Callantsoog                                                                                  | Ter Hijde         | Breskens     | Harlingen              | Enkhuizen       | Lelystad       |
| Petten                                                                                       | Hoek van Holland  | Cadzand      | Ameland Ballum         | Warder          | Elburg         |
| Egmond aan Zee                                                                               | Stellendam        | Hansweert    | Ameland Nes            | Marken          | Huizen         |
| Wijk aan Zee                                                                                 | Ouddorp           |              | Lauwersoog             |                 | Blaricum       |
| IJmuiden                                                                                     | Dordrecht         |              | Schiermonnikoog        |                 |                |
| Zandvoort                                                                                    |                   |              | Eemshaven              |                 |                |
| 9 Stationen                                                                                  | 8 Station         | 6 Stationen  | 9 Stationen            | 6 Stationen     | 7 Stationen    |
| Stand: @ 2018                                                                                |                   |              |                        |                 |                |
| Die genaue Lage der Stationen mit ihren Koordinaten sind auf der folgenden Karte hinterlegt  |                   |              |                        |                 |                |

| Terschelling West |

| Schiermonnikoog |

| Breskens |

| Neeltje Jan |

| IJmuiden |

| Ameland |

| Hoek van Holland |

| Den Helder |

| Scheveningen |

| Stellendam |

| Hansweert |

| Vlieland |

| Eemshaven |

| Urk |

| De Cocksdorp |

| Egmond aan Zee |

| Lauwersoog |

| Wijk aan Zee |

| Lemmer |

| Zandvoort |

| Hindeloopen |

| Harlingen |

| Enkhuizen |

| Marken |

| Cadzand |

| Paal 8 |

| Westkapelle |

| Ter Heijde |

| Noordwijk aan Zee |

| Katwijk aan Zee |

| Huizen |

| Veere |

| Elburg |

| Dordrecht Nord |

| Dordrecht Zuid |

| Medemblik |

| Lelystad |

| Oudeschild |

| Andijk |

| Warder |

| Nes |

| Callantsoog |

| Petten |

| Blaricum |

| Ouddorp |

| BELGIEN |

| DEUTSCH- LAND |

| NORDSEE |

| JRCC |